# Borderland (film, 1922)
Pour les articles homonymes, voir Borderland.
Pour plus de détails, voir Fiche technique et Distribution.
Borderland  est un film américain réalisé par Paul Powell et sorti en 1922. 

## Fiche technique
- Réalisation :  Paul Powell
- Scénario : Beulah Marie Dix
- Producteur : Adolph Zukor
- Photographie : Harry Perry
- Production : Famous Players-Lasky[1]
- Distributeur : Paramount Pictures
- Durée : 60 minutes (6 bobines)[2]
- Date de sortie : 
  - États-Unis : 30 juillet 1922

## Distribution

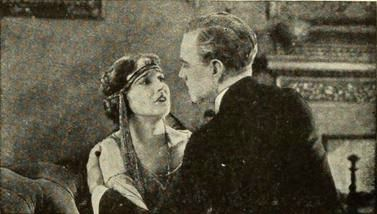
Agnes Ayres dans une scène du film.

- Agnes Ayres : Spirit / Dora Becket / Edith Wayne
- Milton Sills : James Wayne
- Fred Huntley : William Beckett
- Bertram Grassby : Francis Vincent
- Casson Ferguson : Clyde Meredith
- Ruby Lafayette : Eileen
- Sylvia Ashton : Mrs. Conlon
- Frankie Lee : Jimty
- Mary Jane Irving : Totty
- Dale Fuller : Elly